# Adelodrilus fimbriatus
Adelodrilus fimbriatus är en ringmaskart som beskrevs av Erséus 1983. Adelodrilus fimbriatus ingår i släktet Adelodrilus och familjen glattmaskar. Inga underarter finns listade i Catalogue of Life.